# أدب باللغة الإسبانية
| أدب إسباني |
| --- |
| |
| أدب ألفونسو العاشر أدب العصور الوسطى الترجمات في العصر الذهبي الإسباني أدب عصر النهضة رواية فروسية رواية شطارية رواية بيزنطية ميغيل دي ثيربانتس أدب الباروك أدب عصر التنوير أدب الرومانسية أدب الواقعية أدب الحداثة الأولترايسمو جيل 98 جيل 1914 جيل 27 جيل الخمسينات رواية اجتماعية إسبانية ما بعد الحرب |
| انظر أيضًا |
| نقد أدبي • الانطباعية • رومانسية المدرسة الإبداعية • النقد أدب بورتوريكو • البوم الأمريكي اللاتيني البرناسي • واقعية أدبية • طبعانية الرومانسية الجديدة • العبثية في الأدب • باروكية • واقعية سحرية حداثة • كلاسيكية • سريالية • رمزية                                                                    |

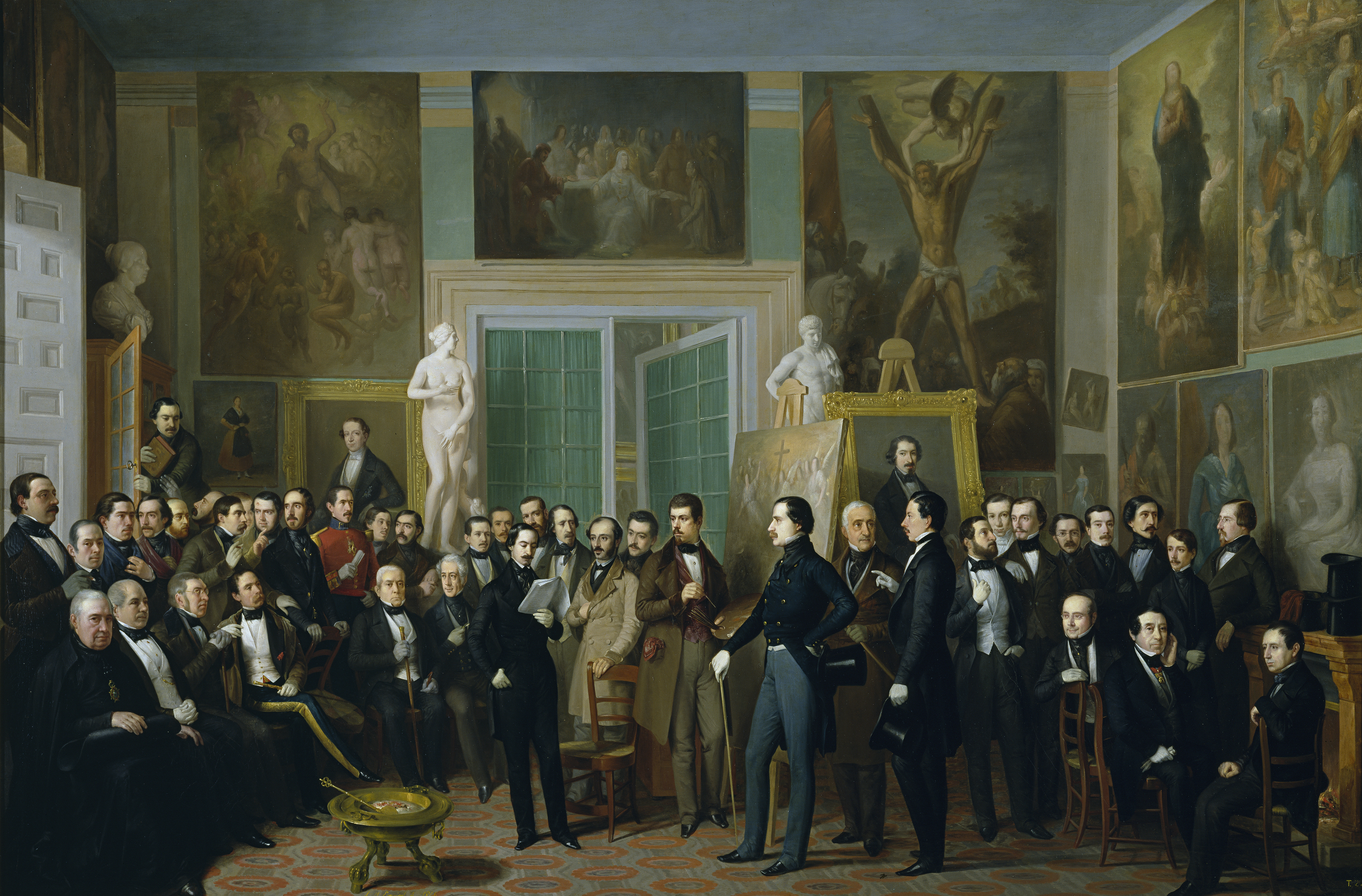
الشعراء المعاصرون": لوحة من القرن التاسع عشر لأنتونيو ماريا إسكيفيل (1806–1857) تُخلّد رموز الأدب الإسباني الرومانسي.

الأدب باللغة الإسبانية (بالإسبانية: Literatura en español)‏ هو مُجمل الأعمال الأدبية المكتوبة الإسبانية في البلدان الناطقة بالإسبانية في عدة قارات، والتي في بعض الأحيان لا تعتبر الإسبانية لغتها الرسمية مثل مثل الولايات المتحدة والمغرب وغينيا الاستوائية والكاميرون. ويشتمل على الأدب الإسباني بلغاته المحكية القشتالية والجاليسية والكاتلانية والباسكية والأدب الأمريكي اللاتيني. يُعد الأدب الإسباني من أهم الأدبيات في العالم، ليس فقط لقوة انتشار اللغة التي كُتبت وتكتب بها عالميًا بشكل واسع، ولكن أيضًا بسبب جودة وحجم إسهاماته في فضاء الأدب العالمي.